# Fons (Gard)
Fons è un comune francese di 1 145 abitanti situato nel dipartimento del Gard, nella regione dell'Occitania.

## Società

### Evoluzione demografica
Abitanti censiti